# Begonia × lindquistii
Begonia × lindquistii es una especie de planta herbácea perteneciente a la familia Begoniaceae. 
Es un híbrido compuesto por Begonia rajah Ridl. × Begonia sudjanae C.-A.Jansson

## Taxonomía
Begonia × erici-magni fue descrita por C.-A.Jansson y publicado en Acta Horti Gothoburgensis 28: 66. 1966.
Etimología
Begonia: nombre genérico, acuñado por Charles Plumier, un referente francés en botánica, honra a Michel Bégon, un gobernador de la excolonia francesa de Haití, y fue adoptado por Linneo.
lindquistii: epíteto otorgado por C.-A.Jansson en honor de Sven Bertil Gunvald Lindquist.